# Elma Danielsson
Elma Charlotta Danielsson, född Sundquist den 1 mars 1865 i Falun, död den 8 februari 1936 i Lomma i Malmöhus län, var en svensk journalist och politiker (socialdemokrat).
Elma Danielsson utbildades vid folkskoleseminariet i Falun och arbetade i läraryrket från 1884. Hon anställdes 1887 som journalist på den socialdemokratiska dagstidningen Arbetet i Malmö och var dess tillfälliga chefredaktör 1889–1890. Mellan 1891 och 1895 var hon verksam som lärare i USA. Hon har kallats den första kvinnan inom den socialdemokratiska pressen.
Mellan 1888 och 1890 var hon ordförande i Malmö Kvinnliga Arbetarförbund (Kvinnliga arbetarklubben) och år 1900 en av grundarna till Malmö Kvinnliga Diskussionsklubb. Vidare var Danielsson styrelseledamot i Malmö Arbetarekommun 1901 och ledamot av VU (verkställande utskottet) för Skånes socialdemokratiska kvinnodistrikt 1909–1910, samt ombud vid socialdemokraternas partikongresser 1905 och 1908.

## Biografi
Elma och Axel Danielsson inledde en relation 1881 och fick 1891 sonen Atterdag. I början av 1890-talet undervisade hon i USA men återvände 1895. Samma år dog sonen. Paret gifte sig två år senare. 
Från 1887 var hon journalist och reporter på dagstidningen Arbetet i Malmö. Då hennes make och tidningens ordinarie chefredaktör avtjänade 18 månaders fängelsestraff för hädelse 1889–1890, var hon chefredaktör. Efter hans död 1899 fortsatte hon sitt journalistiska arbete.
Elma Danielsson var aktiv i socialdemokratiska partiet och den första kvinnan i styrelsen för Malmö arbetarekommun. Hon var 1888 en av grundarna till Kvinnliga Arbetarklubben, den svenska arbetarrörelsens första kvinnoklubb, och var dess ordförande 1888–1890. År 1900 var hon medgrundare till Malmö kvinnliga diskussionsklubb. 
Elma Danielsson var en betydelsefull företrädare för kvinnlig rösträtt i Sverige såväl som facklig representant för arbetares – särskilt kvinnliga arbetares – rättigheter. Hon dog 1936 i Lomma.

## Minnesmärke
Linnéa Carlssons skulptur "Elma Danielsson agiterar" invigdes 14 maj 2023 i Rörsjöparken, Malmö. Detta är stadens första skulptur som, i offentligt rum, avbildar en namngiven kvinna. Malmö stad gav skulptören uppdraget efter ett förslag från Eva Bonde, journalist och chefredaktör för tidskriften Historiskan. Skulpturen skapades på Konstnärernas kollektivverkstad KKV i Malmö.

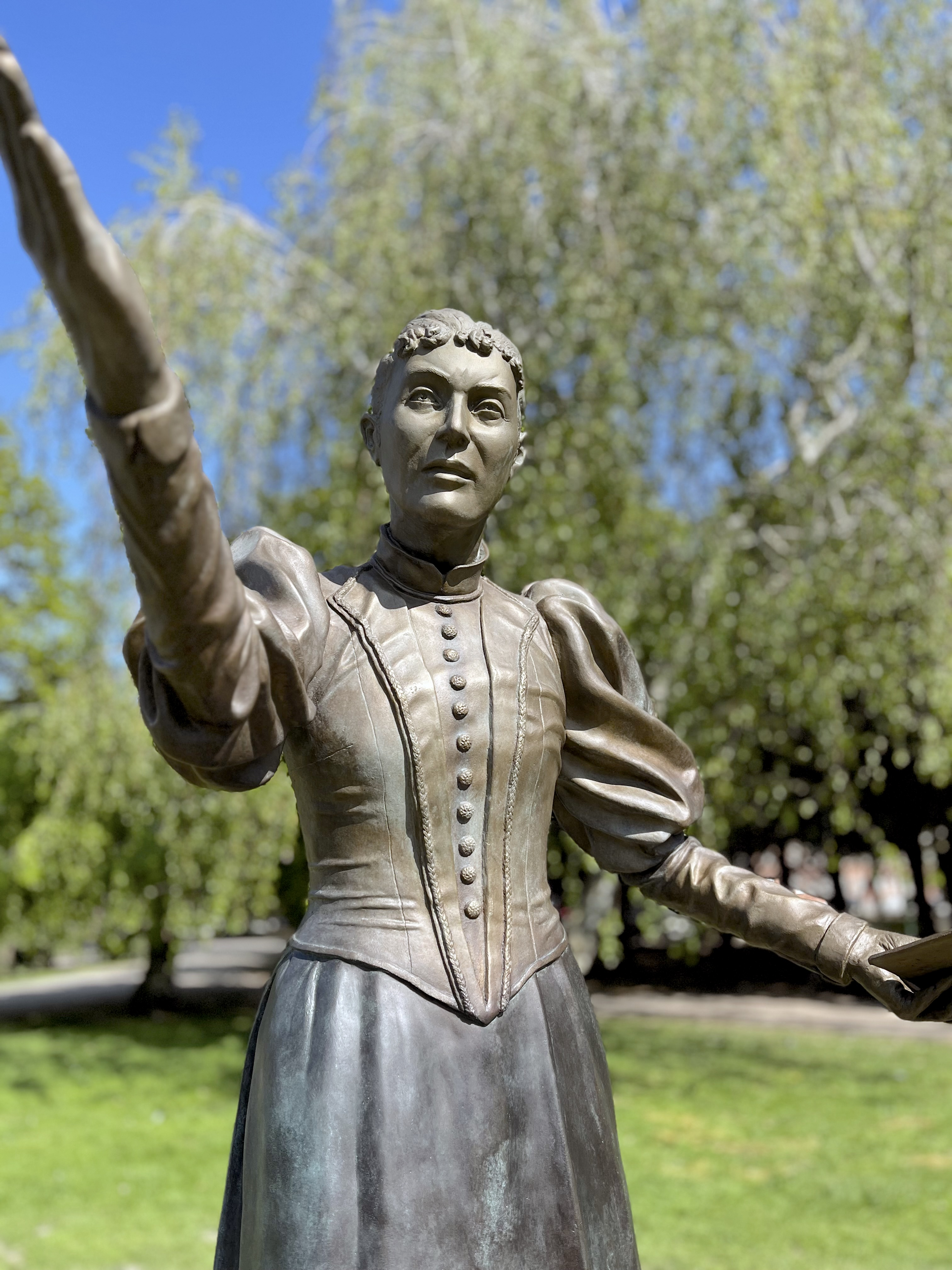
Linnéa Carlsson: Elma Danielsson agiterar (2023).
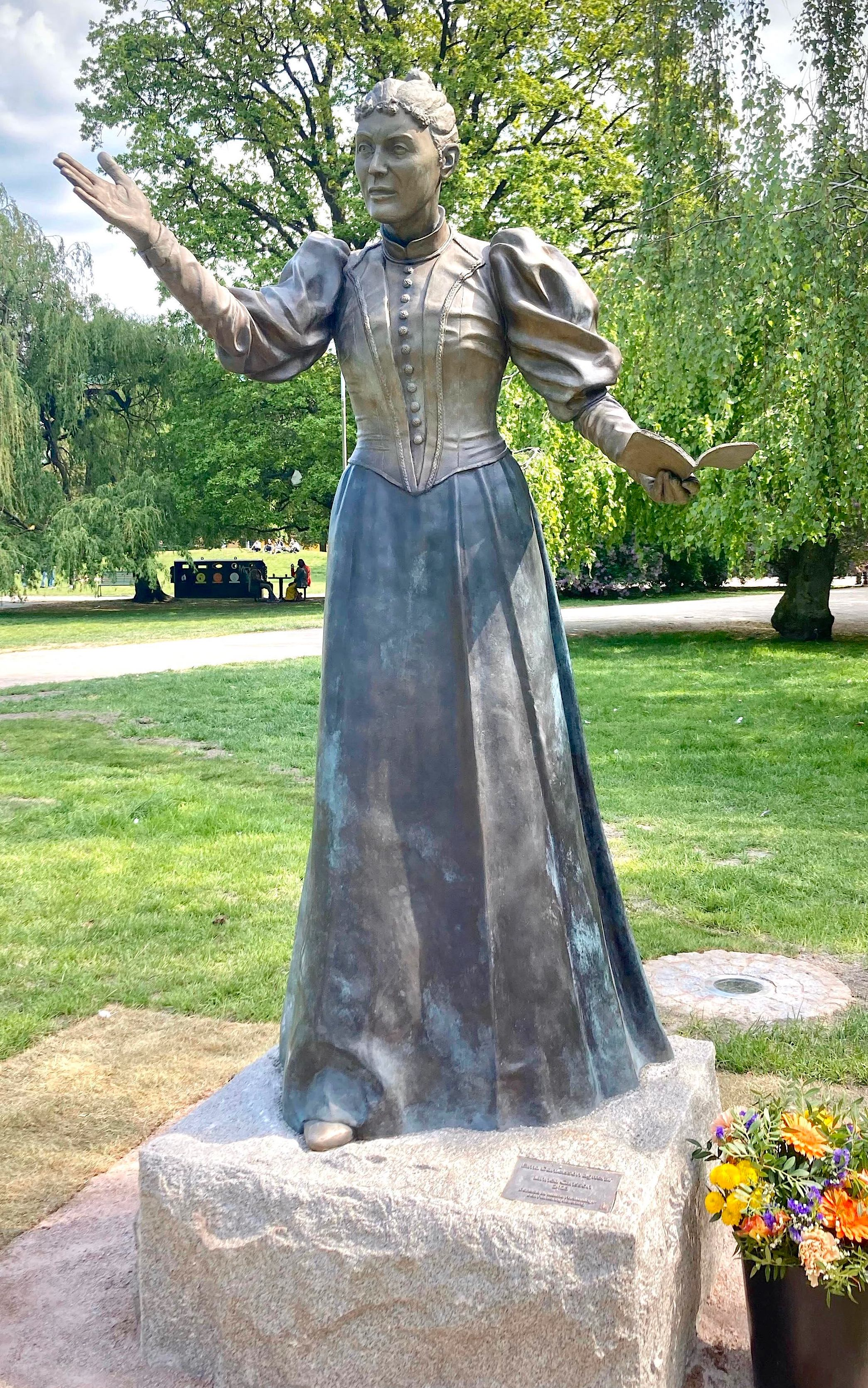
Linnéa Carlssons skulptur "Elma Danielsson agiterar" 2023.